# Bronisław Kryński
Bronisław Kryński (ur. 1887, zm. 10 lutego 1945) – polski chemik i technolog, znany jako twórca metody wytwarzania różowej porcelany.

## Życiorys

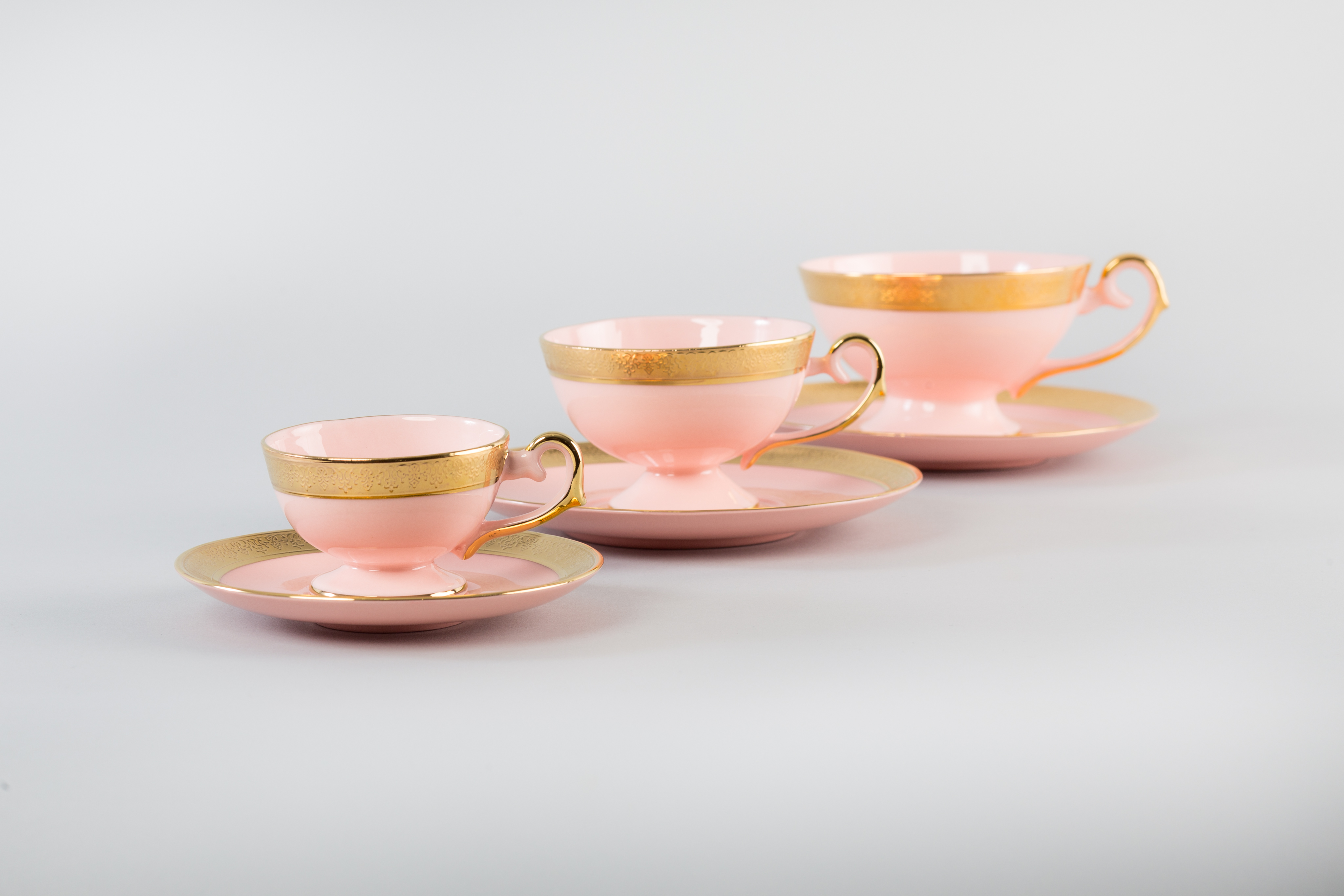
Filiżanki Prometeusz espresso proj. A. Spały z 2008, wykonane z różowej porcelany

Dyplom inżyniera chemika uzyskał na Wydziale Chemii Kijowskiego Instytutu Politechnicznego. Po I wojnie światowej przybył do Warszawy, gdzie podjął studia na Politechnice Warszawskiej w celu uzyskania polskiego dyplomu. Studia ukończył w 1928 roku. W latach 1928–1932 pełnił więc funkcję kierownika technicznego Fabryka Porcelany i Wyrobów Ceramicznych w Ćmielowie. Od 1932 był kierownikiem technicznym całej firmy, nadzorując tym samym także oddział w Chodzieży. W latach 1930–1936, Kryński nadzorował także przyzakładową szkołę malarzy-zdobników oraz szkolił modelarzy.
Należał do grona twórców założonej w 1936 roku, Wytwórni Porcelany Świt sp. z o.o. w Ćmielowie. Był udziałowcem wytwórni oraz kierownikiem technicznym. Odkrył i w 1936 roku opatentował technologię wytwarzania różowej masy porcelanowej wykorzystywanej do produkcji różowej porcelany. Kryński był także autorem receptur mas porcelanowych do produkcji porcelany białej i niebieskawej oraz receptur na szkliwo koloru kości słoniowej i kobalt podszkliwny. 
W trakcie okupacji niemieckiej podczas II wojny światowej, na początku 1942 roku Bronisław Kryński został aresztowany przez władze okupacyjne i osadzony w obozie koncentracyjnym w Oświęcimiu. Zmarł 10 lutego 1945 roku w obozie koncentracyjnym w Buchenwaldzie.
Opracowana przez Kryńskiego receptura wytwarzania różowej porcelany przez wiele lat uchodziła za utraconą. Udało się ją odtworzyć staraniem jego córki Zofii Kryńskiej (zm. 2021) oraz właściciela Fabryki Porcelany AS Ćmielów – Adama Spały.